# Тшаскі (Високомазовецький повіт)
Тшаскі (пол. Trzaski) — село в Польщі, у гміні Цехановець Високомазовецького повіту Підляського воєводства.
Населення — 132 особи (2011).
У 1975-1998 роках село належало до Ломжинського воєводства.

## Демографія
Демографічна структура станом на 31 березня 2011 року:
|          | Загалом | Допрацездатний вік | Працездатний вік | Постпрацездатний вік |
| -------- | ------- | ------------------ | ---------------- | -------------------- |
| Чоловіки | 71      | 15                 | 42               | 14                   |
| Жінки    | 61      | 13                 | 28               | 20                   |
| Разом    | 132     | 28                 | 70               | 34                   |